# Fly Me to the Moon (film)
Pour les articles homonymes, voir Fly Me to the Moon (homonymie).
Pour plus de détails, voir Fiche technique et Distribution.
Fly Me to the Moon est un film d'animation belgo-américain réalisé Ben Stassen, sorti en 2008.

## Synopsis
Nat et ses amis I.Q. et Scooter, trois petites mouches, sont en train de construire une petite fusée à proximité de Cap Canaveral où Apollo 11 se trouve déjà sur la rampe de lancement. Se souvenant des exploits aéronautiques de son grand-père, Nat aimerait se distinguer à son tour. Il persuade ses compagnons de s'introduire avec lui à bord de la fusée Saturn V en se dissimulant sous les casques des astronautes Neil Armstrong, Buzz Aldrin et Michael Collins.

## Fiche technique
- Titre : Fly me to the Moon
- Titre québécois : Les mouchonautes
- Réalisation : Ben Stassen
- Scénario : Domonic Paris
- Musique : Ramin Djawadi
- Direction artistique : Jérémie Degruson
- Sound Design : Yves Renard / Pierre Lebecque
- Production : nWave Pictures, Illuminata Pictures, Le Tax Shelter du Gouvernement Fédéral de Belgique, uMedia et uFilm
- Pays de production :  Belgique,  États-Unis
- Langue : anglais
- Dates de sortie :
  - Belgique : 30 janvier 2008
  - États-Unis : 29 août 2008
  - France : 29 octobre 2008
  - Suisse : 29 octobre 2008

## Distribution

### Voix anglaises
- Buzz Aldrin : lui-même
- Adrienne Barbeau : elle-même
- Ed Begley Jr. : Poopchev
- Philip Bolden (en) : I.Q.
- Tim Curry : Yegor
- Trevor Gagnon : Nat
- David Gore (es) : Scooter
- Christopher Lloyd : Grand-père
- Robert Patrick : Louie
- Kelly Ripa : la maman de Nat
- Nicollette Sheridan : Nadia
- Gigi Perreau : Amelia

### Voix françaises
- Michel de Warzée : Poopchev
- Alisha van Bever : I.Q
- Martin Enuset : Nat
- Ioanna Gkizas : Scooter
- Daniel Dury : Amos McFly, le grand-père de Nat
- Stéphane Excoffier : La maman de Nat
- Laurence César : Nadia
- Martin Spinhayer : Yegor, le narrateur
- Arthur Dubois : Asticot 1
- Allane Dubois : Asticot 2
- Xavier Percy : Butch
- Alain Louis : Le contrôleur de mission
- Erico Salamone : Leonid
- Olivier Legrain : Russe 1
- Peppino Capotondi : Russe 2
- Olivier Cuvelier : La voix d’annonce

Source : https://doublanim.fr/fiche/394-fly-me-to-the-moon-film/

## Autour du film
- Il s'agit du premier long métrage d'animation en 3D belge. D'autre part, c'est le premier long métrage en images de synthèse en relief européen. En effet, sa projection nécessite des salles de cinéma adaptées et des lunettes spécifiques pour voir l'animation en relief (bien que la technologie actuelle soit plus évoluée, on pourrait rapprocher ces lunettes de celles ayant un verre rouge et l'autre cyan, mieux connues par tout un chacun).
- Une version courte du film est diffusée au Futuroscope (Poitou-Charentes), avec le titre alternatif Les Astromouches.
- Une version courte (de 15 minutes) est également proposée à Bellewaerde Park (Ypres, Flandre occidentale), sous son titre original Fly me to the Moon. Cette version était proposée dans le cinéma 4D du parc. Plusieurs séances par jour étaient programmées en alternance : français / néerlandais.
- À la fin du film, Buzz Aldrin fait une courte apparition pour expliquer qu'aucune mouche n'était à bord pendant le vol.